# Liste des juridictions catholiques en Belgique
Un seul archevêché : Malines-Bruxelles.
- Archevêché de Malines-Bruxelles
- Évêché d'Anvers
- Évêché de Bruges
- Évêché de Gand
- Évêché de Hasselt
- Évêché de Liège
- Évêché de Namur
- Évêché de Tournai

- Ancien Évêché d'Eupen-Malmedy